# Право на минуле
«Право на минуле» («Právo na minulost») — радянсько-чехословацький художній фільм 1989 року, знятий режисером Мартіном Голли.

## Сюжет
Екранізація оповідання Богуслава Кноупека «Встань та йди» з книги «Генерал зі левом». Історія солдата-словака, що героїчно бився в роки Другої світової війни в лавах Радянської Армії, і нагороджений радянським орденом лише через 10 років після війни.

## У ролях
- Іржи Кодеш — головна роль
- Анна Яворкова — головна роль
- Петр Лєпша — головна роль
- Вацлав Кноп — роль другого плану
- Віра Сотникова — Власта
- Михайло Жигалов — Парамонов
- Юрій Астаф'єв — Семенов
- Олександр Бєлявский
- Людмила Альохіна — роль другого плану
- Лідія Константинова — Віра
- Андрій Альошин — роль другого плану
- Русєв Радан — роль другого плану
- Міхал Дочоломанський — роль другого плану
- Іван Романчик — роль другого плану
- Владо Дурдик — роль другого плану
- Микола Сморчков — роль другого плану

## Знімальна група
- Режисер — Мартін Голли
- Сценаристи — Єуген Гіндл, Валентин Черних
- Оператор — Станіслав Сомолані
- Композитор — Євген Крилатов